# Trọng Bằng
Trọng Bằng (1 tháng 5 năm 1931 – 21 tháng 11 năm 2022), tên đầy đủ là Nguyễn Trọng Bằng, là nhạc sĩ, nhạc trưởng, nhà sư phạm, giáo sư người Việt Nam. Ông là một Nghệ sĩ nhân dân. Ngoài ra, ông là còn là một đại biểu của Quốc hội Việt Nam khóa X. 

## Cuộc đời và sự nghiệp

### Xuất xứ
Trọng Bằng sinh ra tại Cao Bằng, tuy nhiên quê hương ông lại là Gia Lâm, Hà Nội. Xuất thân của người nhạc sĩ này là một gia đình mà người cha là một công chức ngành xây dựng biết chơi thành thạo đàn bầu và đàn tranh. Trọng Bằng là em trai của nhạc sĩ Trọng Loan.

### Kháng chiến chống Mỹ
Năm 1956, ông được cử đi du học tại Liên Xô cũ. Môn học mà ông học ở đây đó là chỉ huy một dàn nhạc giao hưởng. Trọng Bằng đã trở thành người Việt Nam đầu tiên tốt nghiệp Nhạc viện Tchaikovsky với tấm bằng đỏ. Tiếp theo, ông trở về đất nước, trở thành giảng viên của Trường Âm nhạc Việt Nam và nhạc trưởng của nhiều dàn nhạc giao hưởng ở Hà Nội. Năm 1969, một lần nữa nhạc sĩ Hà Nội được cử đi Liên Xô để hoàn thành chương trình nghiên cứu sinh ở chính Nhạc viện Tchaikovsky. Trong các năm 1972-1978, ông chính thức trở thành người nhạc trưởng của Nhà hát Giao hưởng – Hợp xướng – Nhạc Vũ Kịch Việt Nam. Cũng tại đây, ông trở thành phó giám đốc kiêm chỉ đạo nghệ thuật vào năm 1975.

### Sau khi đất nước thống nhất
Trong các năm 1978 – 1984, Trọng Bằng là phó giám đốc Nhạc viện Hà Nội, đồng thời là giám đốc của một dàn nhạc giao hưởng do chính ông thành lập với sự ủy nhiệm của Bô Văn hóa. Tiếp theo, từ năm 1984 đến năm 1996, ông trở thành giám đốc của Nhạc viện Hà Nội. Với sự cố gắng của mình, ông đưa nhạc viện trở thành một trong những trung tâm đào tạo về âm nhạc có uy tín ở trong và ngoài nước. Năm 1995, nhạc sĩ trở thành tổng thư ký của Hội Nhạc sĩ Việt Nam khóa V và khóa VI.
Năm 2017, ông được Nhà nước trao tặng Giải thưởng Hồ Chí Minh về văn học – nghệ thuật cho các tác phẩm: Giao hưởng thơ "Người về đem tới ngày vui", Hợp xướng và Dàn nhạc giao hưởng "Trường ca Tây Bắc - Điện Biên Phủ", khởi nhạc phong tác "Chào thiên niên kỷ mới", nhạc phim "Người chiến sĩ trẻ" và các ca khúc: "Bão nổi lên rồi", "Nhịp máy khoan", "Chúng ta là chiến sĩ công an", "Vang mãi bản tình ca".
Ông qua đời ngày 21 tháng 11 năm 2022 tại Hà Nội, hưởng thọ 91 tuổi.

## Phong cách âm nhạc

### Ca khúc
Với các tác phẩm này, đặc biệt là với các tác phẩm được sáng tác trong thời kỳ kháng chiến chống Mỹ, Trọng Bằng luôn bám sát các đề tài về sản xuất và chiến đấu. Các ca khúc thể hiện sự đa phong cách. Nếu như Tây Bắc sáng lại mang một không khí trong sáng, tươi vui thì Tình quê hương lại là một bài hát trữ tình. Nếu như Đế quốc Mỹ là cái thân con ruồi mang đến sự hài hước thì sự sâu lắng là điều có thể thấy trong Bài hát bên cầu phao. Và nếu như chất hùng mạnh thể hiện rõ trong Những dũng sĩ Núi Thành thì trầm hùng, tha thiết, trữ tình là những điều có thể nói về Cả nước hướng về Hà Nội.

### Nhạc kinh điển
Trọng Bằng là một trong những người có đóng góp cho sự nghiệp xây dựng và phát triển nền âm nhạc bác học-chuyên nghiệp của nước nhà.

## Đóng góp

### Chỉ huy[1]
Trọng Bằng trở thành nhạc trưởng đầu tiên của các buổi hòa nhạc ở Sài Gòn sau sự kiện 30 tháng 4 năm 1975. Ông cũng cầm đũa nhạc trong "Những ngày văn hóa Việt Nam" diễn ra Liên Xô cũ vào năm 1985, các dàn nhạc được ông chỉ huy lúc ấy là Dàn nhạc Giao hưởng Moskva và Dàn nhạc Giao hưởng Tashkent. Ông cũng là vị nhạc trưởng của Dàn nhạc Electone, một dàn nhạc giao hưởng của Nhật Bản, tại Tokyo vào mùa hè năm 1995. Rất nhiều nghệ sĩ danh tiếng của Pháp, Thụy Sĩ, Đức, Áo, Nhật Bản, Mỹ,... biểu diễn cùng Dàn nhạc giao hưởng Việt Nam với sự chỉ huy của ông. Tất cả cho thấy đóng góp của ông với âm nhạc bác học nước nhà với vai trò là một nhạc trưởng tài năng.

### Sáng tác[1][6]

#### Âm nhạc
Không chỉ với vai trò là một nhạc trưởng mà với vai trò là một nhạc sĩ, Trọng Bằng cũng có những đóng góp đáng chú ý cho thể loại này. Một số tác phẩm khí nhạc của ông đã được in ấn hoặc thu thanh và biểu diễn nhiều nơi ở trong và ngoài nước. Có thể kể đến những tác phẩm sau đây:
- Vũ khúc viết cho cello và piano
- Khúc giai điệu viết cho dàn nhạc nhẹ (1971)
- Ouverture Chào mừng (1986)
- Overture Người về đem tới ngày vui (1990)
- Trường ca Tây Bắc - Điện Biên Phủ (hợp xướng)

#### Nhạc cho phim
Các bộ phim được ông viết nhạc là:
- Người chiến sĩ trẻ (1964)
- Biển lửa (1966)
- Hoa Thiên Lý (1973)
- Ngày lễ Thánh (1976)
- Bức tường không xây (1977)
- Trừng phạt (1984)
- Cơn lốc biển (1985)
- Hoàng Hoa Thám (1987)
- Đất nước đứng lên (1995)
- Người công dân số 1
- Những người Nga
- Khúc thứ ba bi tráng
- Người cầm súng

#### Bài hát
Trọng Bằng là người sáng tác nhiều ca khúc. tiêu biểu trong số đó là: 
- Tây Bắc sáng lại (1951)
- Tình quê hương (1954)
- Nhịp máy khoan (1961)
- Đế quốc Mỹ là cái thân con ruồi (1965)
- Những dũng sĩ Núi Thành (1965)
- Bài hát bên cầu phao (1966)
- Cả nước hướng về Hà Nội (1967)
- Bão nổi lên rồi (1968)
- Quê hương vang lên tiếng hát tự hào (1969)
- Con chim hót trên cành cây
- Pháo ta gầm
- Trăng sáng trên tuyến đường
- Chúng ta là chiến sĩ Công an
- Tiếng hát gửi Vàng Danh